# Вільям Діл
Вільям Діл (англ. William Diehl), (нар.4 грудня 1924, Нью-Йорк — †24 листопада 2006 Атланта, Джорджія, США) — американський фотограф, журналіст, письменник, автор 9 кримінальних романів-бестселерів. Найвідомішими творами автора стали романи Машина Шаркі та Первісний страх, обидва з котрих були екранізовані.

## Біографія
Вільям Діл народився 4 грудня 1924 року у районі Джамайка, округу Квінз, міста Нью-Йорк. У віці 17 років Діл підробивши документи про свій вік, записався до армії, служив в американських ВПС, був кулементиком на літаках B-24, брав участь у військових діях Другої світової війни. За час служби був нагороджений декількома орденами, зокрема Хрестом Льотних Заслуг та орденом Пурпурного Серця.
Після війни закінчив Міссурійський університет, де вивчав літературу та історію. У 1949 році переїхав до Джорджії, де отримав роботу редактора похоронних оголошень у місцевій газеті. Пізніше працював репортером і колумністом, а у 1960 році став головним редактором одного з журналів Атланти. Ще коли працював репортером, Діл почав цікавитися фотографією, пізніше зажив неабиякої слави і як фоторепортер. У 1960-их роках висвітлював діяльність Мартіна Лютера Кінга і став жертвою нападу расистів, які помстилися йому за прихильність до руху за громадянські права чорношкірих американців.
Літературною діяльністю почав займатися у 1974 році, коли на його 50-й день народження друзі подарили йому торт у вигляді друкарської машинки. Усвідомивши, що за 50 років життя Діл так і не досяг своєї мрії стати письменником, на наступний день він покинув свою роботу, продав фотапарати і вирішив присвятити своє життя літературній діяльності. У 1978 році вийшла його перша книга — кримінальний трілер «Машина Шаркі», яка відразу стала бестселером. У 1981 році цей роман був екранізований у фільмі під тією ж назвою, де сам автор з'явився в одній з епізодичних ролей.
Другим найбільшим успіхом автора став роман «Первісний страх», де він поєднав кримінальний трілер з психологічною драмою в історії про злочини талановитого юнака-вбивці, який успішно удавав захворювання на роздвоєння особистості. у 1996 році цей роман теж був екранізований. Фільм Первісний страх, у якому знялися такі відомі актори, як Річард Гір та Едвард Нортон став одним з найпопулярніших фільмів 90-их років. У 1995 та 1997 роках вийшли продовження цієї серії романів.
Останнім романом Вільяма Діла стала «Еврика», яка вийшла друком у 2002 році і отримала схвальні відгуки критиків. Останні роки життя письменник провів на своєму маєтку біля Атланти разом з дружиною Вірджинією Ганн, працював над останнім, десятим романом, який так і не встиг закінчити. Вільям Діл помер 24 листопада 2006 року у лікарні міста Атланти від аневризма аорти.

## Библіографія
- Машина Шаркі (1978)
- Хамелеон (1981)
- Хулігани (1984)
- Тайський кінь (1987)
- 27 (1990)
- Полювання [27] (1990)
- Первісний Страх (1992)
- Поява Зла (1995)
- Володар Пекла (1997)
- Еврика (2002)